# Claudio Muccioli
Claudio Muccioli (ur. 1958) – sanmaryński polityk, razem z Antonello Bacciocchi Kapitan regent San Marino od 1 października 2005 do 1 kwietnia 2006. Claudio Muccioli należy do Partii Chrześcijańsko – Demokratycznej.